# Analyseur de gaz résiduels

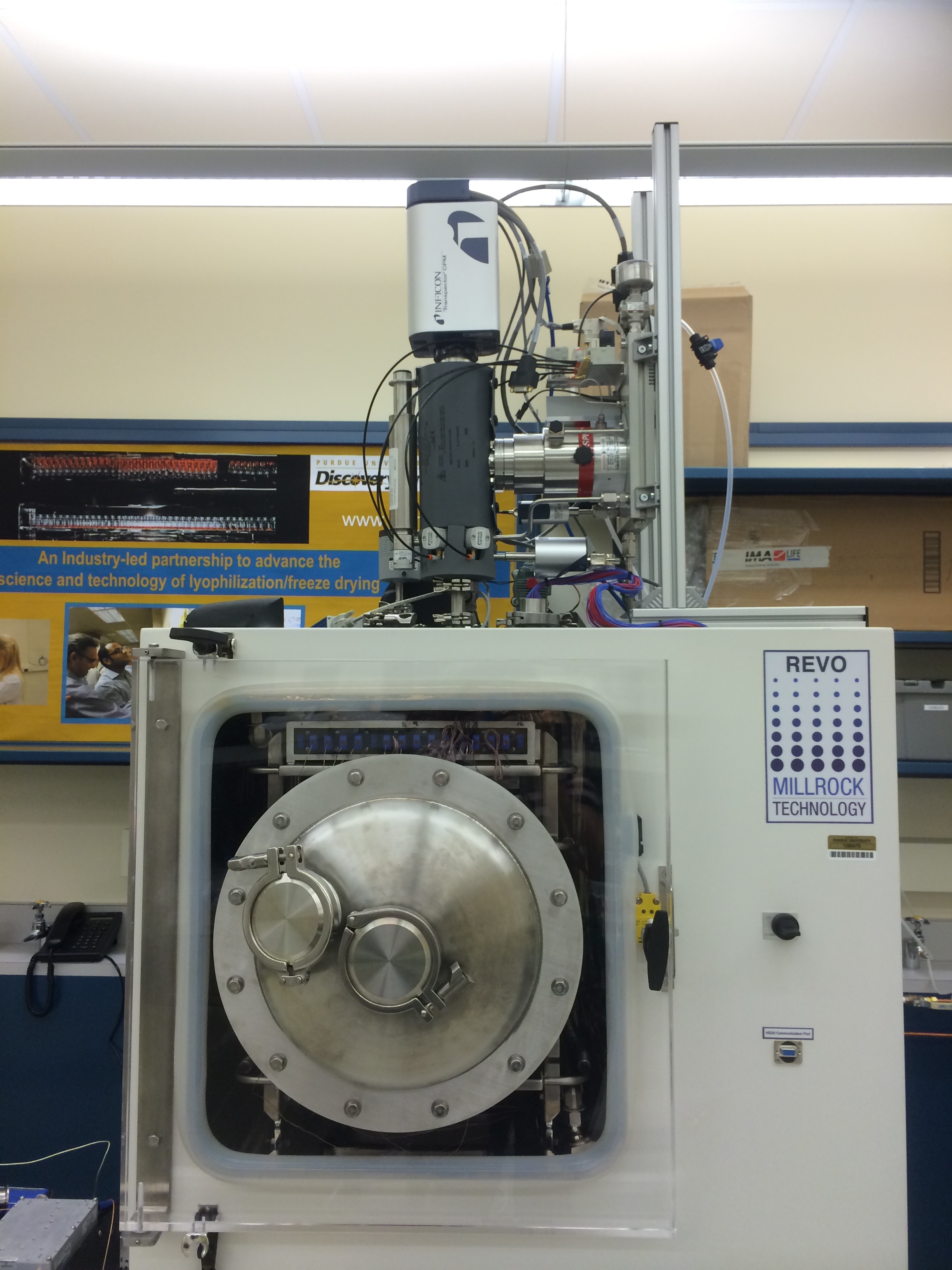
Analyseur de gaz résiduels (INFICON, modèle Transpector 200) installé sur lʼenceinte à vide dʼun lyophilisateur de laboratoire.

Un analyseur de gaz résiduels (RGA, sigle de lʼanglais residual gas analyser) est une sorte de spectromètre de masse, généralement petit et robuste, destiné typiquement au contrôle des processus et à la surveillance de la contamination dans les systèmes sous vide.

## Sensibilité
En l'absence dʼinterférences de fond, le niveau de détection des impuretés est de lʼordre de {\displaystyle 10^{-12}} Pa ( {\displaystyle 10^{-14}} mbar ~ Torr), et du  ppm de la pression absolue résiduelle.

## Principe de fonctionnement
Les analyseurs de gaz résiduels fonctionnent de la même manière qu’un spectromètre de masse, en ionisant les atomes et molécules, puis en les séparant selon leur rapport masse / charge avec un analyseur.

## RGA et détecteurs de fuite à lʼhélium
Les détecteurs de fuite à gaz traceur hélium utilisent une forme simple de RGA, où seul lʼhélium est détecté. Inversement, la plupart des RGA permettent de détecter lʼhélium et peuvent ainsi être utilisés pour cette application.

## Applications
Les RGA peuvent être trouvés dans les applications à vide poussé et ultravide telles que la science des surfaces, les accélérateurs de particules, les microscopes électroniques (MEB, MET), les installations de dépôt physique en phase vapeur (PVD), etc., tant en recherche scientifique, que dans les procédés industriels. 
Les RGA sont utilisés dans la plupart des cas pour surveiller la qualité du vide et quantifier facilement dʼinfimes traces d'impuretés dans l'environnement gazeux à basse pression. À ce titre, par rapport aux simples vacuomètres, ils sont dʼune aide précieuse pour déterminer la source des contaminations (dégazage , fuites, etc.).

## Types de RGA
Il y a grosso modo trois catégories de RGA,, suivant l'arrangement de lʼenceinte et des éléments du spectromètre de masse.
1. RGA à source ionique ouverte, en liaison directe
2. RGA à source ionique ouverte, à pression réduite
3. RGA à source ionique fermée

### Source d'ions ouverte, liaison directe
Les RGA à source ionique ouverte (OIS, sigle de lʼanglais open ion source) sont les plus répandus et existent depuis le début des années 1950. Ils sont liés directement à la chambre à vide, hormis une séparation éventuelle par une vanne à vide. Cette configuration permet un accès facile des atomes et molécules des gaz résiduels de lʼenceinte aux éléments de la source ionique, permettant une excellente sensibilité, avec une pression partielle minimale détectable descendant à {\displaystyle 10^{-12}} Pa ({\displaystyle 10^{-14}} mbar ~ Torr), moyennant lʼutilisation dʼun multiplicateur d'électrons en tandem avec le détecteur.
Les RGA OIS, permettent une mesure fidèle et sensible des gaz résiduels. En revanche, la pression de service maximale est de l'ordre de  {\displaystyle 10^{-2}} Pa ({\displaystyle 10^{-4}} mbar ~ Torr), ce qui ne permet pas de mesurer directement les gaz résiduels pendant maints procédés utilisant une pression plus élevée tels que le dépôt par pulvérisation cathodique, le dépôt chimique en phase vapeur et la gravure sèche.

### Source d'ions ouverte, pression réduite
La réalisation de mesures RGA pendant les procédés utilisant un gaz de procédé est souhaitable, car certains processus de dégazage  ne sont pas apparents lors de la phase initiale de pompage. Par exemple, un dépôt par pulvérisation cathodique à haute puissance peut provoquer un dégazage  par échauffement de surfaces.
Dans ce cas, on peut introduire une restriction entre lʼenceinte de procédé et le RGA, tout en pompant séparément ce dernier, par exemple avec une pompe turbomoléculaire. On obtient ainsi une dilution du gaz, permettant la mesure avec un RGA OIS standard.
À lʼaide de vannes à vide, on peut commuter entre modes RGA OIS et à pression réduite.
Le principal désavantage de cette variante consistant à diluer le gaz de procédé est lʼaugmentation correspondante de lʼeffet des artéfacts liés au dégazage  et à l’électrodésorption.

### Source d'ions fermée
Une autre variante permettant la mesure aux pressions typiques de procédés tels que la pulvérisation cathodique, jusquʼà ~ 1 Pa ({\displaystyle 10^{-2}} mbar ~ Torr) est la configuration à source ionique fermée (CIS, sigle de lʼanglais closed ion source).
Dans ce cas, lʼioniseur travaille essentiellement à la pression de procédé (bonne liaison avec lʼenceinte), comme pour lʼOIS de base. En revanche, comme pour lʼOIS à pression réduite, il y a également une restriction et un pompage différentiel, mais cette fois-ci entre lʼioniseur et lʼanalyseur (il y a également un autre petit orifice permettant lʼinjection dans lʼioniseur des électrons issus du filament de la cathode chaude).
Ainsi, lʼioniseur CIS produit des ions par impact électronique directement à la pression du procédé, tandis que le reste du spectromètre de masse (analyseur & détecteur) est maintenu sous vide poussé. Un tel échantillonnage direct offre une bonne sensibilité, ainsi quʼune réponse rapide et une moindre sensibilité aux artéfacts que le OIS à pression réduite.
La plupart des systèmes CIS disponibles dans le commerce fonctionnent entre {\displaystyle 10^{-9}} et 1 Pa  ({\displaystyle 10^{-11}} et {\displaystyle 10^{-2}} mbar ~ Torr) et offrent une limite de détection du niveau du ppm sur toute la plage de masse pour les pressions de procédé. La limite supérieure de pression est fixée par la réduction du libre parcours moyen pour les collisions entre espèces ioniques et neutres à pression plus élevée, ce qui entraîne la diffusion des ions et une sensibilité réduite.

## Artéfacts et limitations

### Artéfacts
Les spectres RGA sont potentiellement affectés par plusieurs artéfacts.
- Les températures élevées de la source électronique de type cathode chaude (> 1 300 °C) du module dʼionisation tendent à provoquer un dégazage  de lʼeau et de lʼhydrogène des électrodes et des parois du module RGA autour du filament, qui vont sʼajouter aux gaz résiduels à proprement parler. L'utilisation de matériaux appropriés et un étuvage préalable permettent cependant de réduire ce problème.
- La désorption stimulée par les électrons / l’électrodésorption[3] à partir des parois est un second artéfact, similaire au dégazage , qui se traduit par des signaux observés principalement à 1 (H+), 16 (O+), 19 (F+) 23 (Na+), 28 (CO+) et 35 / 37 (Cl+) u. Na, F et Cl sont des contaminants et peuvent être minimisés par une propreté rigoureuse, et, dans ce cas aussi, de meilleurs matériaux peuvent réduire ce phénomène. De manière analogue à un étuvage, on peut "forcer" l’électrodésorption avant la mesure en appliquant préalablement une tension artificiellement élevée.

Des matériaux utilisés pour réduire ces artefacts sont par exemple un placage or des parois, ou du molybdène recouvert de platine, ce qui réduit lʼadsorption de maints gaz.

### Limitations
Les principales limitations sont liées au principe de la spectrométrie de masse consistant à mesurer le rapport masse / charge : deux ions ayant grosso modo le même rapport ne peuvent à priori pas être distingués, étant donné la relativement faible résolution des RGA.
- Même masse environ : notamment  O+ / CH4+ (16 u), OH+ / NH3+ (17 u), CO+ / N2+ (28 u), plus des possibilités supplémentaires de confusion avec des fragments de composés organiques plus complexes.
- Argon comme gaz de procédé : une petite partie (0,336%) de lʼargon est présente sous forme de lʼisotope 36Ar. Lʼargon 36 doublement ionisé 36Ar++ a donc quasiment le même rapport masse / charge (18 u) que lʼeau simplement ionisée (H2O+, la majorité du signal). En mode RGA sous haut vide, 36Ar++ est négligeable, mais ce nʼest pas le cas dans un procédé réalisé sous argon tel que la pulvérisation cathodique, où le gaz de procédé domine largement les impuretés.

Ces confusions peuvent être cependant résolues dans une large mesure en variant la tension électronique dʼionisation (ionisation près du seuil).